# Valinge
Denna artikel handlar om småorten Valinge i Halland. För herrgården Valinge i Södermanland, se Valinge herrgård
Valinge är kyrkbyn i Valinge socken och en tätort i Varbergs kommun, Sverige, belägen cirka 15 km från centralorten Varberg. Tätorten omfattar kyrkbyn och bebyggelse norr därom i Rygg och Bönarp.
Avfarten från länsväg 153 är skyltad strax öster om Gödestad. Valinge har även vägförbindelse med Lindberg/Tofta och Skällinge.
Valinge kyrka ligger här.

## Befolkningsutveckling
| Befolkningsutvecklingen i Valinge 1990–2020                | Befolkningsutvecklingen i Valinge 1990–2020 | Befolkningsutvecklingen i Valinge 1990–2020 | Befolkningsutvecklingen i Valinge 1990–2020 | Befolkningsutvecklingen i Valinge 1990–2020 |
| ---------------------------------------------------------- | ------------------------------------------- | ------------------------------------------- | ------------------------------------------- | ------------------------------------------- |
|                                                            |                                             |                                             |                                             |                                             |
| År                                                         |                                             |                                             | Folkmängd                                   | Areal (ha)                                  |
| 1990                                                       | 1990                                        |                                             | 86                                          | #                                           |
| 1995                                                       | 1995                                        |                                             | 92                                          | #                                           |
| 2000                                                       | 2000                                        |                                             | 91                                          | #                                           |
| 2005                                                       | 2005                                        |                                             | 99                                          | #                                           |
| 2010                                                       | 2010                                        |                                             | 89                                          | 70#                                         |
| 2015                                                       | 2015                                        |                                             | 280                                         | 111                                         |
| 2020                                                       | 2020                                        |                                             | 250                                         | 86                                          |
| Anm.: Ny tätort 2015, var tidigare en småort # Som småort. |                                             |                                             |                                             |                                             |